# Liste der slowakischen Botschafter in Indonesien
Diese Liste führt die slowakischen Botschafter in Indonesien auf.

## Hintergrund
Seit 1995 entsendet die Slowakei nach Indonesien einen Botschafter. Die Botschaft befindet sich in der JI. Prof. Mohammad Yamin SH, 29 in Jakarta. Der Botschafter hat eine Zweiakkreditierung für Brunei, Osttimor, Malaysia, die Philippinen, Singapur und die ASEAN. Von 2005 bis 2012 war Milan Lajčiak, der zuvor bereits einmal Botschafter in Jakarta war, alleiniger Botschafter für Malaysia und Brunei.
| Name            | Amtszeit  | Anmerkungen |
| --------------- | --------- | --- |
| Peter Ambrovič  | 1995–1998 | [ 1 ] |
| Milan Lajčiak   | 1998–2003 | als erster Botschafter auch für Osttimor akkreditiert.                                                                                   |
| Peter Holásek   | 2003–2009 | [ 1 ] |
| Štefan Rozkopál | 2009–2013 | als erster Botschafter auch für die ASEAN akkreditiert. Für Malaysia und Brunei war in dieser Zeit ein anderer Botschafter akkreditiert. |
| Michal Slivovič | 2014–2018 | [ 1 ] |
| Jaroslav Chlebo | seit 2019 | [ 7 ] |